# Paul Biegel
Paulus Johannes (Paul) Biegel (Bussum, 25 maart 1925 – Laren, 21 oktober 2006) was een Nederlandse schrijver, die vooral bekendheid geniet vanwege zijn kinderboeken. Voor zijn werk ontving hij onder meer twee Gouden Griffels, vier Zilveren Griffels en een nominatie voor de Hans Christian Andersenprijs.
Biegel, de jongste zoon in een gezin van negen kinderen, groeide op in Bussum en Amsterdam. Als kind toonde hij meer interesse in buiten spelen dan in lezen, maar hij hield wel van de sprookjes van de gebroeders Grimm en de verhalen van Jules Verne. Het eerste verhaal van zijn eigen hand, getiteld De ontevreden kabouter, werd gepubliceerd in het dagblad De Tijd toen de schrijver veertien jaar oud was. Na een mislukte poging om een carrière als pianist te beginnen, vertrok Biegel naar de Verenigde Staten. Daar schreef hij stukken voor The Knickerbocker Weekly. Na zijn terugkeer een jaar later werkte hij onder meer als redacteur voor de Avrobode. Tegelijkertijd legde hij zich vanaf 1953 toe op een studie Rechtsgeleerdheid. Daarnaast was hij actief als schrijver van krantenstrips voor onder meer Het Vrije Volk. In 1959 begon Biegel zijn loopbaan bij de Toonder Studio's, als schrijver voor de serie Kappie.
Zijn eerste boek, De gouden gitaar, werd gepubliceerd in 1962. Drie jaar later groeide hij met de publicatie van Het sleutelkruid, uitgeroepen tot Kinderboek van het jaar, binnen korte tijd uit tot een van de bekendste kinderboekenschrijvers van Nederland. In totaal schreef Biegel meer dan 50 boeken, doorgaans uitgegeven bij Uitgeverij Holland. Zijn werk, waarvan hij De tuinen van Dorr en De soldatenmaker tot zijn eigen favorieten rekende, is vertaald in het Engels, Frans, Duits, Deens, Zweeds, Welsh, Afrikaans, Japans, Turks, Grieks en Spaans. In 1999 werd de schrijver benoemd tot Ridder in de Orde van de Nederlandse Leeuw.
Biegel leefde gedurende zijn gehele carrière in Amsterdam, waar hij samenwoonde met zijn echtgenote Marijke Sträter en zijn kinderen. Op latere leeftijd kwam hij in het openbaar uit voor zijn homoseksualiteit. Na zijn overlijden in 2006 in het Rosa Spier Huis werd hij begraven op Begraafplaats Zorgvlied in Amsterdam. Vanaf 2007 werden 20 van zijn beste werken door de uitgeverijen Holland en Lemniscaat heruitgegeven onder de titel "De Biegel Bibliotheek". Sinds 2020 worden de boeken en verhalen van Paul Biegel uitgegeven bij uitgeverij Gottmer. 

## Leven

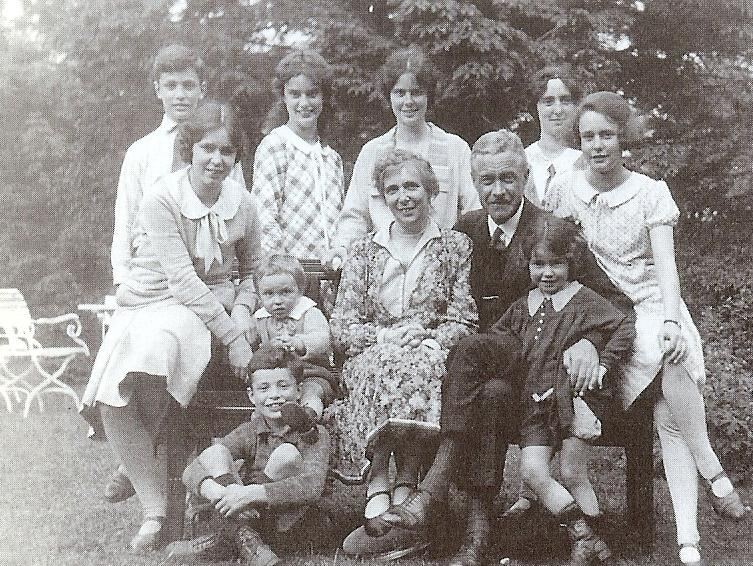
De familie Biegel tijdens de zilveren bruiloft van de ouders. Van links naar rechts Herman, Anne, Rein, Paul, Marguerite, Madeleine, Maria, Hermann, Heleen, Cecilia, Elisabeth.

### Afkomst en jonge jaren
Biegels familie was van Duitse afkomst; zijn grootvader Jozef Hermann Biegel (1837-1922) verhuisde in de negentiende eeuw naar Nederland om aan het Singel 94 in Amsterdam Biegel & Bollentin, een handelskantoor in bouwmaterialen, op te zetten. Grootvader Biegel woonde zelf in een buitenwijk van Bussum, Het Spiegel genaamd. Hier bezat hij grote hoeveelheden grond, liet lanen bestraten en in 1916 een villa bouwen, Nassau, waar in 1876 vader Hermann Biegel werd geboren. Deze zou later het handelsbedrijf overnemen. In 1902 trouwde Hermann met de Française Madeleine Marie Michèle Eugenie Povel-Guillot (1879), afkomstig uit een streng katholiek gezin en de jongere zus van twee Dominicanessen en een pater in Costa Rica. Haar moeder (Mia Guillot) stierf in het kraambed, waarna een gouvernante de opvoeding overnam.
Uit het huwelijk tussen Hermann Biegel en Madeleine Povel-Guillot kwamen negen kinderen voort, van wie Paul de jongste was. Bij Pauls geboorte was zijn moeder al zesenveertig. Ondanks de crisisperiode in de jaren dertig kende hij een relatief gelukkige jeugd in Bussum, waar hij opgroeide in een landelijke omgeving en weinig merkte van het feit dat de crisis grote invloed had op het inkomen van zijn vader. Op zesjarige leeftijd werd hij ingeschreven aan de rooms-katholieke Sint-Aloysiusschool aan de Vossiuslaan 17 in Bussum, waar hij zich niet op zijn plaats voelde. In een interview in 1993 gaf hij aan:

Mijn gelukkige jeugd hield op toen ik naar school moest. Dat gevangen zitten tussen die muren, verschrikkelijk heb ik dat gevonden. Ik wilde naar buiten. (...) Het leren ging me nogal makkelijk af. Maar ik herinner me wel dat ik toen al altijd bang was het niet goed te doen.
— Paul Biegel (1993)

Andere minder gelukkige aspecten van Biegels jeugd waren het feit dat hij als verreweg de jongste van het gezin binnenshuis vrijwel niemand had om mee te spelen en dus zijn vertier elders moest zoeken (hetgeen werd bemoeilijkt doordat hij weinig tot geen aansluiting had bij zijn klasgenootjes van doorgaans lagere sociale komaf), en het feit dat afgezien van broer Rein niemand binnen de familie - inclusief Paul - goed met moeder Madeleine overweg kon, iets dat volgens hem een direct gevolg was van het ontbreken van een moeder in haar eigen jeugd.

### Biegel als leerling

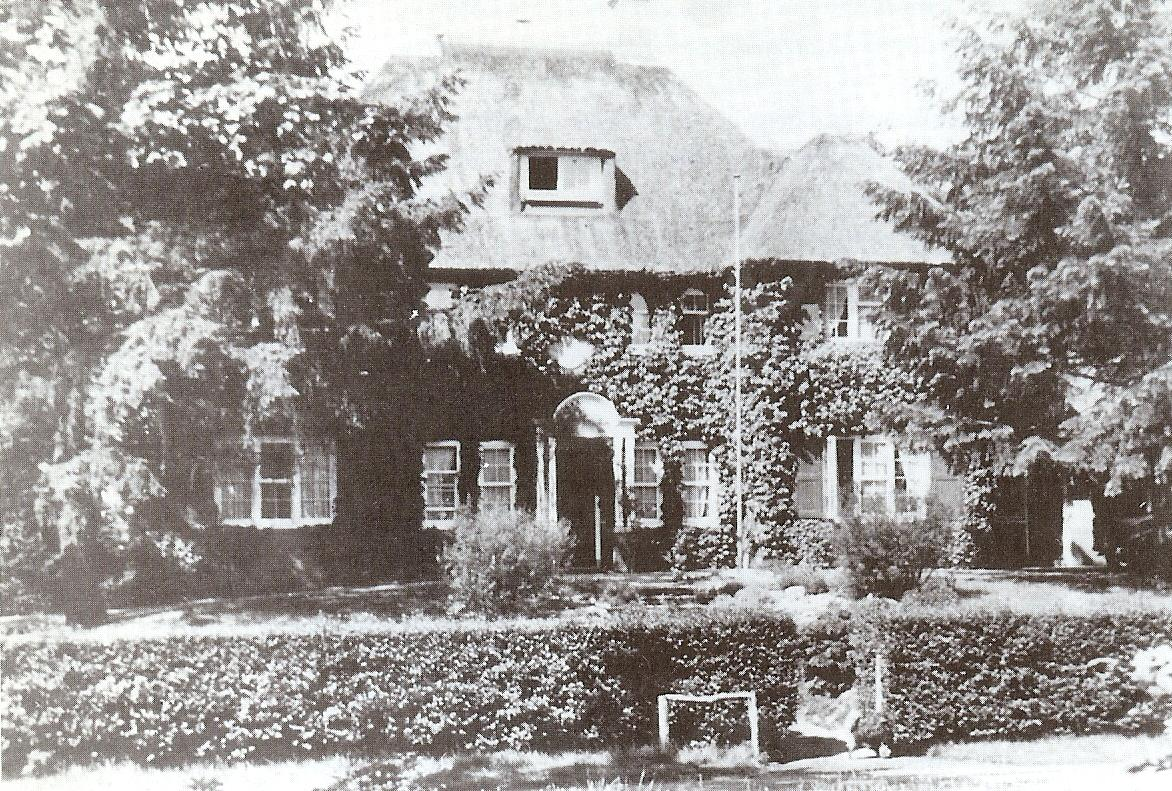
Villa Oldeheuvel in Bussum, waar Biegel van zijn geboorte tot 1939 woonde.

Ondanks zijn aversie tegen school en de plichten die daarmee gepaard gingen, doorliep Biegel de lagere school zonder moeite. Hij zakte echter in eerste instantie voor het toelatingsexamen voor het Sint Ignatiuscollege van de Jezuïeten in Amsterdam - een katholieke school was voor zijn moeder een pré - en zijn ouders kozen ervoor hem een extra jaar lagere school te laten doorlopen om hem alsnog klaar te stomen voor het Sint Ignatius. Ditmaal werd hij echter ingeschreven voor de Schoolvereeniging aan de Pieter de Hoochstraat 80 in Amsterdam-Zuid. In 1938 legde de toekomstige schrijver opnieuw het examen af, ditmaal met goed gevolg, waarna hij werd toegelaten op de gymnasiumafdeling aan de Hobbemakade 51, waar hem onder meer Latijn, Oudgrieks, Frans, Duits, Engels, natuurkunde, scheikunde en cultuur der oudheid werd onderwezen.
In november van dat jaar kreeg vader Hermann een ernstige hersenbloeding, waarvan hij nooit meer volledig zou herstellen. Omdat hij niet langer in staat was om te werken werd Biegel & Bollentin in 1939 verkocht aan een oom, Gust Goossens, en verhuisde het gezin naar een kleiner huis aan de Juliana van Stolberglaan (tegenwoordig Prinses Irenelaan genoemd), nog steeds in Bussum. In 1940 verscheen het debuutverhaal van Biegel (die dat jaar zou blijven zitten in de tweede klas) getiteld De ontevreden kabouter. Het werd gepubliceerd in de rubriek Voor de jeugd van de editie van 8 juni van het dagblad De Tijd, waar zijn zus Anne op dat moment in de kunstredactie zat. Biegel kreeg er 2 gulden voor, tegen de huidige koersen ongeveer 15 euro waard. Dat jaar begon de Tweede Wereldoorlog in Nederland, wat voor de familie Biegel als direct gevolg had dat dienstbode Francis Reirink, van Duitse afkomst, uit angst vertrok. Verder had de oorlog weinig invloed, tot in 1942 de omstandigheden het voor Paul zeer lastig en tijdrovend maakten nog langer dagelijks de weg naar Amsterdam af te leggen. Hij kreeg van zijn moeder toestemming over te stappen naar het Christelijk Lyceum aan de Oud Bussumerweg 22 te Bussum. Het eigenlijke schoolgebouw stond (en staat nog steeds) aan de 's-Gravelandseweg, maar was reeds gevorderd door de Duitse Wehrmacht. Ook het gebouw aan de Bussumerweg moest er twee jaar later aan geloven, en de klas verhuisde naar de consistoriekamer van de gereformeerde kerk aan het Wilhelminaplantsoen.
Op het lyceum kende Biegel een gelukkigere periode dan in Amsterdam, waar in zijn eigen woorden "mannen in hun zwarte rokken vol gemorste sigarenas vooral een sfeer creëerden van 'mag niet'." In Bussum kreeg hij daarentegen al gauw vrienden, en kon hij eindelijk zijn puberale driften de vrije loop laten; het lyceum was een gemengde school. Ook toonde hij rond deze tijd interesse in het pianospel. In de vijfde klas bleef hij, op 19-jarige leeftijd, voor de tweede maal zitten. Omdat hij meerderjarig was kwam hij in aanmerking voor de Arbeitseinsatz, waarvoor hij naar Duitsland zou moeten. Het Nieuwe Lyceum in Hilversum toonde zich echter bereid Biegel toe te laten tot de zesde klas (leerlingen in een examenklas waren vrijgesteld van Arbeitseinsatz), op voorwaarde dat hij gedurende de zomervakantie zou werken aan zijn Latijn en Grieks. Hij zou uiteindelijk maar twee weken les hebben; vanaf Dolle Dinsdag, 5 september 1944, werden er geen lessen meer gegeven. Desondanks kreeg hij een diploma, aangezien bij koninklijk besluit van 8 juni 1945 werd besloten elke examenleerling van het afgelopen schooljaar een diploma te geven, zelfs als men de eindtoets niet had afgelegd.

### Begin van zijn carrière

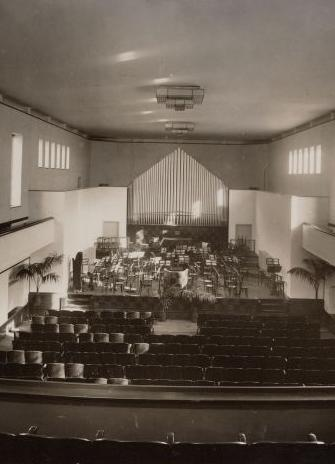
Biegel ambieerde een studie aan het Conservatorium van Amsterdam aan de Bachstraat, maar had niet genoeg talent.

Na de middelbare school legde Biegel zich toe op de pianostudie. Hij ambieerde een opleiding aan het conservatorium, en volgde extra lessen bij onder meer Hendrik Andriessen om zijn ambities waar te maken. Na enkele maanden besefte hij echter dat het hem ontbrak aan voldoende talent om een succesvol pianist te worden, waarna hij met zijn studie stopte en als vrijwilliger aan de slag ging bij het dagblad De Tijd, via zijn zus Anne, die daar nog steeds werkzaam was. Zijn taken behelsden onder meer de lay-out en het redigeren van teksten.

#### Reis naar de Verenigde Staten
In 1946 besloot Biegel te stoppen met zijn werk op de redactie van De Tijd, en het geld dat hij had ontvangen uit de erfenis van een peettante te gebruiken voor een reis naar de Verenigde Staten, om daar zijn zus Cecilia en haar nieuwe echtgenoot - ze waren tijdens de oorlog gehuwd - te bezoeken. In juni van dat jaar voer hij mee op een lege vrachtboot, om op 18 juni aan te komen in Baltimore. Hij zou uiteindelijk vijf maanden in Amerika blijven. Om in zijn levensonderhoud te voorzien nam hij verschillende baantjes aan; zo was hij onder meer schoonmaker in het Elmhurst Community Hospital, tuinman en huisknecht. Biegel reisde door meerdere staten, en kwam onder meer in Illinois en de stad New York. Ook schreef hij twee verhalen over de Tweede Wereldoorlog voor The Knickerbocker Weekly, een weekblad met zowel Engels- als Nederlandstalige verhalen dat zich richtte op Nederlandse immigranten. Zijn eerste tekst, getiteld Mannen van "Gevaarlijken Leeftijd": Avontuurlijke Herinnering aan 1944, werd gepubliceerd in de editie van 2 september 1946, en verhaalde over zijn tocht, vermomd als vrouw, naar een ondergedoken vriend, met wie hij vervolgens enkele nummers op de cello speelde. Zijn verhaal als kind in De Tijd niet meegerekend, was dit zijn eerste officieel gepubliceerde werk. Op het moment van publicatie was Biegel 21 jaar oud.

Mijn gezicht moet verbleekt zijn onder de rouge, telkens wanneer we langs Duitsche soldaten kwamen, en mijn hoofddoek gleed een keer bijna af, maar toch was ik in staat de vreemde gewaarwording te realiseren dat niemand je nakijkt, ofschoon je je heel mal uitgedost voelt. We bereikten behouden het doel, en het gezicht van mijn vriend was onbetaalbaar. Ik wreef mijn rouge af, hij stemde de cello, en al spelend vergaten we de buitenwereld, en hadden alleen nog maar aandacht voor de moeilijkheden in de sonate. Maar midden in de hoogere sferen van het adagio stuift de dochter des huizes binnen: "Jongens, moffen!" Weg Beethoven, weg cello, naar de schuilplaats op zolder. Een heerenhoed verdwijnt achter in de kast, scheergerei is altijd al verstopt. We klimmen in een gat in de vliering, luik dicht, klem erop, en daar zitten we, in een aardedonker hok, waar ik nooit eerder in geweest ben.
— Fragment uit Mannen van "Gevaarlijken Leeftijd" van Paul Biegel (1946)

#### Na zijn terugkeer

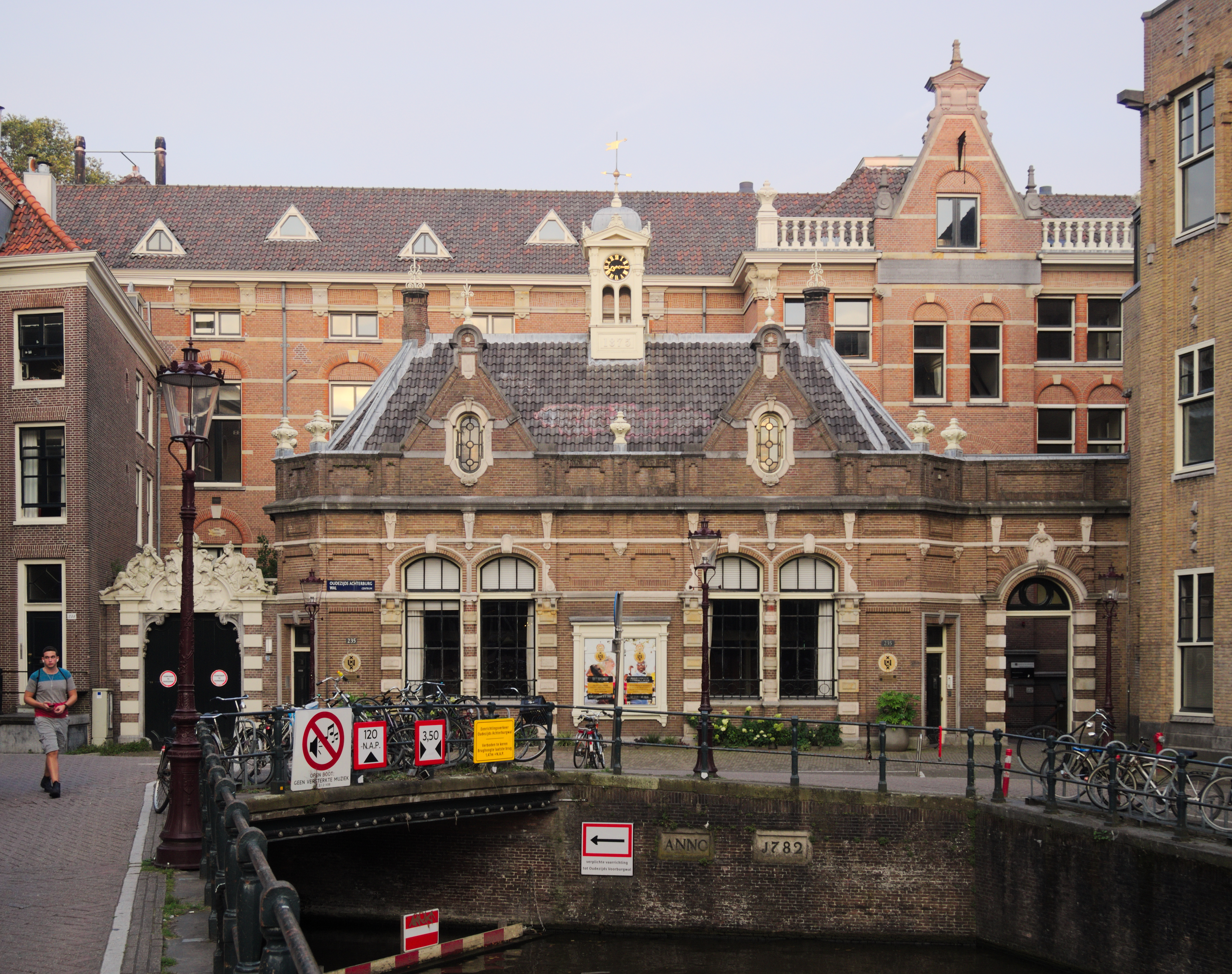
Biegel studeerde rechtsgeleerdheid aan de Gemeentelijke Universiteit in Amsterdam, maar maakte zijn studie nooit af.

In november van dat jaar keerde Biegel terug naar Nederland, waar hij een baan aannam als redacteur bij de Avrobode, die destijds nog bekendstond onder de naam Radiobode. Hier deed hij hoofdzakelijk redigeerwerk, hoewel hij ook zo nu en dan artikelen schreef over radioprogramma's. Op 20 april 1947 overleed zijn vader Hermann op 71-jarige leeftijd in zijn woonplaats Bussum. Precies zeven maanden later, op 20 november, verhuisde Biegel met zijn moeder Madeleine en zijn zussen Elisabeth en Annet (de enige twee die nog thuis woonden) naar de woning van mevrouw Wattez - de weduwe van een goede vriend van Hermann - aan de Koedijklaan 25. In dit huis schreef hij zijn eerste sprookjes, tien in totaal. Biegel bood de verhalen aan een uitgever aan, maar deze wees hem af. Daarnaast schreef hij enkele hoorspelen voor de AVRO, die echter niet allemaal werden uitgezonden.
Aan het begin van de jaren 50 besloot Biegel te gaan studeren, en in 1953 verhuisde hij vanuit Bussum naar Keizersgracht 227-II in Amsterdam, alwaar hij aan de Gemeentelijke Universiteit aan een studie rechtsgeleerdheid was begonnen. Het huis aan de Keizersgracht, dat in het verleden eigendom was van een verre neef genaamd Eddy Povel, was echter te groot voor hem alleen en de schrijver deelde het om die reden met enkele andere studenten. Om genoeg tijd te hebben verruilde hij zijn fulltimebaan bij de Radiobode voor een parttimebaan van 3 dagen per week, tegen een honorarium van 50 gulden. Daarnaast ging hij door met het schrijven van sprookjes, verhalen en columns, waarvan een zestal werd gepubliceerd in het opinieweekblad De Haagsche Post. Een daarvan, een sprookje getiteld De heks en de levenspomp, zou later ook in zijn boek Het sleutelkruid (1964) verschijnen.

#### Publicaties in landelijke bladen
In de tweede helft van 1954 vertrok Biegel bij de Radiobode om meer tijd te krijgen voor zijn voorbereiding op het doctoraalexamen; zijn kandidaatsexamen had hij al op 30 september met goed gevolg afgelegd. Daarnaast legde hij zich toe op het schrijven van light verse; korte, humoristische gedichten met een speelse toon. Deze wekten de interesse van G.B.J. Hiltermann, directeur van de Haagsche Post, en van 17 november 1956 tot 2 augustus 1958 schreef Biegel wekelijks een vers voor het opinieblad, voor tien gulden per gedicht. In totaal verschenen er 65 light verses van zijn hand in de Post. Dit waren echter niet zijn enige literaire werken in die periode; hoewel Biegel officieel niet meer aan de Radiobode verbonden was, bleef hij op losse basis stukken schrijven voor het blad. Een daarvan was het stripverhaal Eddie de televisie-aap, waarvan - in een stijl vergelijkbaar met Godfried Bomans' Pa Pinkelman - elke week een aflevering verscheen. Van 15 december 1957 tot 1 februari 1959 werden er zestig episodes gepubliceerd in de Radiobode, die in december 1958 hernoemd werd tot Avrobode.
Op 16 juni overleed in Bussum zijn moeder Madeleine op 77-jarige leeftijd, en een half jaar later, op 26 december, verloofde hij zich met de Hilversumse Maria Johanna Sträter (13 november 1929), in het dagelijks leven Marijke of Mijke genoemd. Op 10 september 1960 traden Biegel en Sträter, van beroep inspectrice bij de Kinderbescherming, in het raadhuis van Hilversum in het huwelijk. Ze zouden twee kinderen krijgen (in 1963 en 1964). Op dat moment wist de schrijver al dat hij homoseksueel was, iets wat hij vanwege zijn christelijke achtergrond lange tijd voor iedereen in zijn omgeving heeft verzwegen, en waar hij zich ook tot aan zijn overlijden ongemakkelijk bij voelde. Met zijn echtgenote speelde hij echter vanaf het moment dat ze elkaar voor het eerst hadden ontmoet open kaart, zo gaf hij in 2005 in een interview in de krant Trouw aan. Hij vertelde haar op mannen te vallen, maar tegelijkertijd ook graag kinderen te willen. Het huwelijk hield een tiental jaren stand, maar op den duur groeiden de twee uit elkaar; Sträter gaf op een gegeven moment aan niet meer verder te kunnen, waarna zij en Biegel als vrienden uit elkaar gingen.
In 1958 verscheen de naam Paul Biegel voor het eerst op een boekomslag; voor het boek Een heel bont boek, samengesteld door Harriet Laurey en geïllustreerd door Babs van Wely, schreef hij de verhalen De Chinese prinsesjes en De gouden haarspeld. Andere schrijvers die aan dit boek bijdroegen waren onder meer Remco Campert, Mies Bouhuys en Hans Andreus. In november van dat jaar legde Biegel zijn doctoraalexamen rechtsgeleerdheid af. Hij zakte, en ook een tweede poging het examen te halen, op 12 mei 1959, liep verkeerd af, waarna hij besloot zijn studie te beëindigen en zich op het schrijven te richten.
Op advies van zijn vriend Jaap van der Horst toog de auteur met zijn stripverhaal Eddie de televisie-aap, waarvan eerder dat jaar de laatste aflevering in de Avrobode was verschenen, naar de Toonder Studio's van Tom Poes-auteur Marten Toonder voor een baan als tekstschrijver. Hoewel Toonder niet onverdeeld enthousiast was over de strip werd Biegel toch aangenomen als leerling-scriptschrijver. Biegel zou in datzelfde jaar nog meerdere strips produceren, waaronder het door Dick Vlottes getekende Minter en Hinter over een tweeling (oorspronkelijk Minter, Hinter en Binter, maar laatstgenoemde werd na twijfel van Toonder weggeschreven), en de sciencefiction-ballonstrip Het document van Venus, met tekeningen van Henk Albers. Minter en Hinter werd van 7 september 1959 tot 29 juli 1961 gepubliceerd in Het Vrije Volk, en Het document van Venus van 13 september 1959 tot 26 juni 1960 in de Avrobode. Daarnaast was Biegel een van de schrijvers van de strip Kappie, die al sinds de jaren veertig door de Toonder Studio's werd gepubliceerd. Toonder bleek een goede leermeester; Biegel maakte onder zijn leiding een grote groei door als schrijver, waarvoor hij Toonder ook jaren later nog zeer dankbaar was. Hij leerde onder meer na te denken over het verband tussen de personages en gebeurtenissen in een verhaal en niet snel tevreden te zijn met een eerste resultaat.

### Opkomst in de jaren zestig

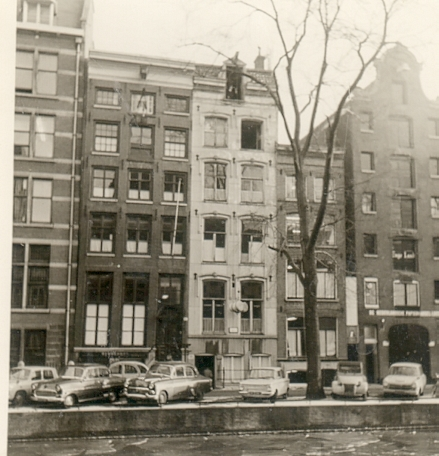
Kantoor en magazijn van Uitgeverij Holland aan de Amsterdamse Herengracht, maart 1964. Vrijwel alle werken van Biegel werden bij Holland uitgegeven.

Al in 1960 vertrok de schrijver weer als vaste werknemer van Toonder Studio's naar de Avrobode, die hem een baan als chef-redactie had aangeboden. Wel bleef hij op freelance-basis voor Toonder werken. Twee jaar later verscheen zijn debuut als onafhankelijke schrijver, getiteld De gouden gitaar, bij Uitgeverij Holland in Haarlem. Enkele kinderboekenweekgeschenken daargelaten zouden vrijwel al zijn boeken bij deze uitgeverij worden gepubliceerd. Datzelfde jaar verscheen ook Het grote boek; de twee werken, geïllustreerd door Babs van Wely, kregen echter niet veel aandacht. Vervolgens kreeg hij van de uitgeverij, in de persoon van Rolf van Ulzen, opdracht Nederlandstalige versjes te verzinnen voor een boek met prenten van de Tsjecho-Slowaakse tekenaar Adolf Zábransky - de tekeningen waren oorspronkelijk geïnspireerd door oude Tsjechische rijmpjes. De uitgever was buitengewoon tevreden met het resultaat, dat werd uitgebracht als De kukelhaan (1964), en vroeg Biegel een boek te schrijven voor Kinderverhalen, een serie boeken met korte verhalen waar onder meer Mies Bouhuys en Hans Andreus al aan hadden meegewerkt. De auteur ging akkoord en begon als oriëntatiepunt onafgemaakte verhalen uit te zoeken, om ze uiteindelijk bijeen te voegen tot één boek, Het sleutelkruid geheten. Aanvankelijk was uitgever Van Ulzen zeer ontevreden met het resultaat, aangezien het de bedoeling was geweest losse verhalen te publiceren. Slechts twee dagen later ontving Biegel echter een brief van hem: Geachte Heer Biegel, ik heb pas 40 bladzijden gelezen van het manuscript, maar ik kan u dit wel zeggen: het is meesterlijk. Dit wordt een prachtig boek. Van harte gefeliciteerd. Het werk werd buiten de serie Kinderverhalen om uitgebracht en bleek een enorm succes. In 1965 werd het door de Commissie voor de Propaganda van het Nederlandse Boek (CPNB) uitgeroepen tot Kinderboek van het jaar, de voorloper van de Gouden Griffel.

Tot mijn stomme verbazing werd het door de CPNB uitgeroepen tot Kinderboek van het Jaar en toen was de wereld te klein. Ineens verschenen er in alle kranten grote interviews en kritieken over een boek, dat al een jaar op de markt was. Ik had het gevoel een nieuw soort wasmiddel te zijn, dat druk wordt geadverteerd. Ik heb er van genoten, maar het is ook beangstigend om aan den lijve de invloed van de media te ondervinden.
— Paul Biegel

Het boek, dat in zes talen zou worden vertaald, waaronder het Faeröers en Zuid-Afrikaans, werd geïllustreerd door Babs van Wely, die ook al eerdere werken van Biegel van tekeningen had voorzien. Ze zou in de daaropvolgende jaren meer dan tien boeken van zijn hand illustreren, waaronder Virgilius van Tuil en De toverhoed.

#### NaHet sleutelkruid

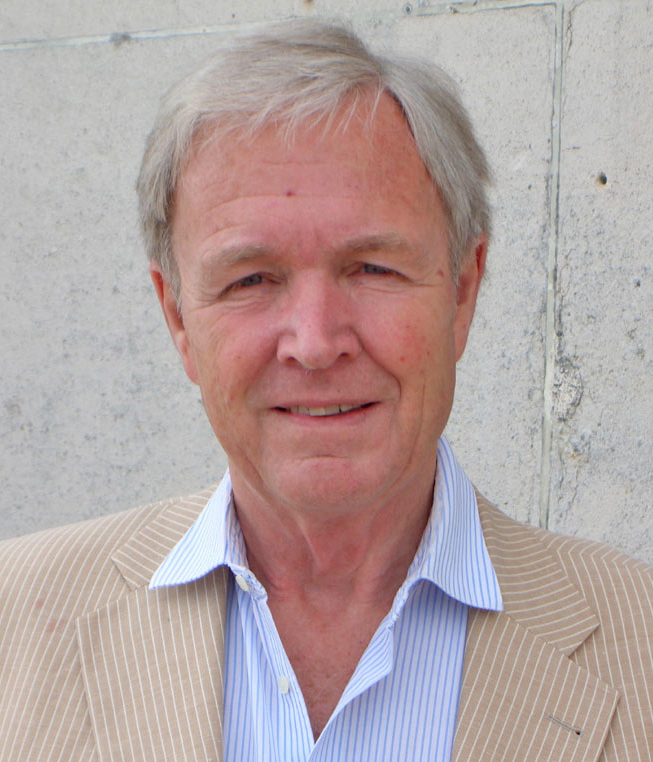
Biegel was er als redacteur mede verantwoordelijk voor dat Jan Terlouws De avonturen van Oom Willibrord bij Van Holkema & Warendorf werd uitgebracht.

In 1965, het jaar waarin Biegels vierde boek Het lapjesbeest uitkwam, vertrok hij bij de AVRO om aan de slag te gaan bij het persbureau Kövesdi International Press and Photo Agency (kortweg KIPPA) van de Nederlands-Hongaarse Antal Kövesdi, gesitueerd aan de Utrechtsedwarsstraat 19, nog geen twee kilometer van Biegels huis aan de Keizersgracht. Voor het bureau, dat zich grotendeels richtte op foto's van en nieuws over personen uit de mediawereld en in 2002 werd overgenomen door het ANP, interviewde hij verschillende televisiefiguren. Hij zou er tot begin 1967 blijven werken. In de tussentijd bleef hij kinderboeken schrijven, waaronder De rattenvanger van Hamelen (1967), een bewerking van het oorspronkelijke verhaal De rattenvanger van Hamelen, en (alsnog) een editie uit de serie Kinderverhalen (1966). Daarnaast werd er wekelijks een aflevering van zijn serie De tafel van zeven in het dagblad De Tijd, die later gebundeld werd uitgebracht als Ik wou dat ik anders was.
Op 1 september 1967 trad Biegel als redacteur in dienst bij de Amsterdamse uitgeverij Ploegsma. In deze functie kreeg hij een manuscript onder ogen van de dan nog onbekende beginnende schrijver Jan Terlouw, getiteld De avonturen van Oom Willibrord. Hoewel Biegel een zeer lovend advies schreef over het werk, werd het niet uitgegeven. Twee jaar later kreeg hij van collega-auteur Jaap ter Haar het aanbod drie dagen per week als adviseur en lector bij uitgeverij Van Holkema & Warendorf (later onderdeel van uitgeverij Unieboek) te komen werken. Tot op dat moment was Biegel altijd fulltime in dienst geweest, maar met een deeltijdbaan zou hij meer tijd krijgen voor zijn schrijfwerk, en hij nam het aanbod met genoegen aan. Overigens toonde Van Holkema & Warendorf zich kort daarop wel bereid Oom Willibrord uit te brengen.

Carl Hollander is een enige vent om mee te werken. Hij had zin om bootjes te tekenen en toen heb ik dat verhaal bedacht van 't jongetje dat z'n eigen schip bouwt.
— Biegel over De Kleine Kapitein in Het Binnenhof, 30 september 1972

Datzelfde jaar kwam De tuinen van Dorr uit, een van Biegels succesvolste werken en tevens een van zijn persoonlijke favorieten. Het kreeg lovende recensies en werd in 1970 bekroond met de Prijs van de Amsterdamse Kinderjury. In de jaren zeventig werd het ook in het Duits en het Engels vertaald. In de eerste twee drukken werd de tekst vergezeld van illustraties van Tonke Dragt, maar om een meer volwassen publiek aan te trekken verscheen de derde druk (1976) ongeïllustreerd. Carl Hollander ontwierp ditmaal de omslag. Biegel en Hollander waren al in 1969 met elkaar in contact gekomen, nadat ze door Hetty Hagebeuk, destijds hoofdredactrice van het tijdschrift Donald Duck, waren gevraagd om voor het blad verhalen te maken. Vanaf 2 augustus van dat jaar verscheen wekelijks een feuilleton getiteld De kleine kapitein van hun hand. In totaal zouden er drie verhalen over de kleine kapitein in de Donald Duck worden gepubliceerd (te weten De kleine kapitein, De kleine kapitein in het land van Waan en Wijs en De kleine kapitein en de schat van Schrik en Vreze), die later alle drie in boekvorm werden uitgegeven en in meerdere talen werden vertaald, waaronder het Welsh, het Japans en het Turks.

### Erkend en succesvol schrijver
Biegel was gedurende de jaren zeventig zowel productief als succesvol. Jaarlijks verschenen er minimaal twee boeken van zijn hand, en in zijn totaliteit kwamen er in dit decennium 21 eigen werken, 14 vertalingen en 4 bewerkingen uit. Zijn schrijverscarrière leverde hem onderhand genoeg op om vanaf 1969 in plaats van drie dagen slechts één dag per week bij Van Holkema & Warendorf te werken, waardoor hij meer tijd overhield voor het schrijven. In 1972 ontving Biegel zijn eerste Gouden Griffel - de hoogste prijs binnen de Nederlandse jeugdliteratuur - voor De kleine kapitein, en een Zilveren Griffel voor De twaalf rovers, dat datzelfde jaar was gepubliceerd. Voor dit werk zou hij in 1973 ook de Nienke van Hichtumprijs krijgen. Dat jaar kwam tevens Het olifantenfeest uit, een verzameling verhalen die eerder in het damesblad Margriet waren verschenen en wederom waren geïllustreerd door Babs van Wely.

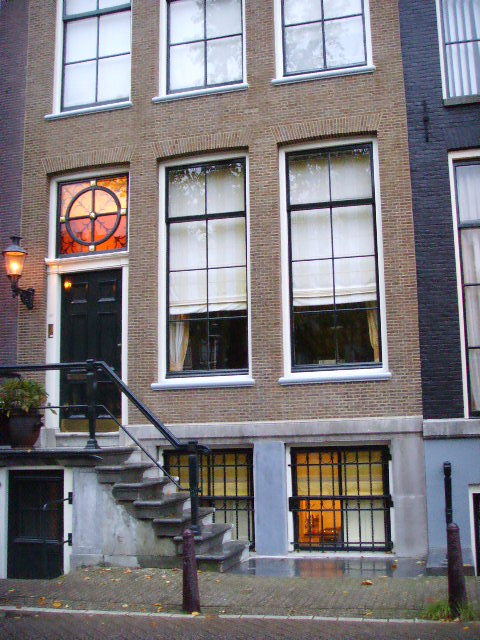
Keizersgracht 227 in Amsterdam, waar Biegel meer dan vijftig jaar woonde.

Op 27 november 1974, twaalf jaar nadat zijn eerste boek officieel was gepubliceerd, ontving Biegel in het Dierenpark Wassenaar uit handen van de minister van Cultuur, Recreatie en Maatschappelijk Werk Henry van Doorn de Nederlandse Staatsprijs voor Kinder- en Jeugdliteratuur (tegenwoordig Theo Thijssen-prijs) voor zijn gehele oeuvre. Aan de prijs was een geldbedrag van 5000 gulden verbonden. De adviserende jury bestond onder meer uit Marijke van Raephorst en An Rutgers van der Loeff. Daarnaast werd Het olifantenfeest (1973) bekroond met de Zilveren Griffel.
Naast literatuur was Biegel ook actief in de mediawereld. Voor de televisieserie De vloek van Woestewolf - geregisseerd door Thijs Chanowski en geproduceerd door de NOS - schreef hij het script. De serie kende geen decors, maar werd opgenomen in een lege studio. Door middel van chromakeytechniek werden de acteurs vervolgens voor een door Carl Hollander getekende achtergrond geplaatst. De serie, die in 1974 werd uitgezonden, was relatief succesvol en het script zou datzelfde jaar nog in boekvorm verschijnen (De vloek van Woestewolf). Woestewolf werd achtereenvolgens in het Engels, het Frans en het Spaans vertaald.
Een jaar later kwam het derde en laatste deel van de Kleine kapitein-trilogie uit, getiteld De kleine kapitein en de schat van Schrik en Vreze. Ook verscheen het eerder als feuilleton in Margriet gepubliceerde De zeven veren van de papegaai. Biegel schreef geregeld verhalen voor tijdschriften, om deze vervolgens in boekvorm te publiceren: ook De dwergjes van Tuil (1976) en De rover Hoepsika (1977), beiden oorspronkelijk geïllustreerd door Carl Hollander, waren eerder te lezen in respectievelijk de Margriet en de Donald Duck. Eerstgenoemd boek bleek zo populair dat Biegel twee jaar later begon aan een vervolg over een van deze dwergen, Virgilius. Het eerste boek werd vanaf oktober 1977 door hem persoonlijk in wekelijkse etappes voorgelezen op Hilversum 1 bij de TROS. Nog in 1975 verzorgde hij twee afleveringen uit de serie De nieuwe trapeze, een boekenreeks met verhalen en gedichten voor basisschoolleerlingen. Deel C schreef hij samen met Karel Eykman, deel D schreef hij in samenwerking met Jan Terlouw. Het waren een van de weinige werken van de schrijver die niet bij uitgeverij Holland werden uitgegeven; de serie behoorde tot de educatieve tak van het Groningse Wolters-Noordhoff.

#### Toename in productiviteit
In 1977 was Biegel bijzonder productief; er verschenen in totaal 4 boeken, waaronder een satirisch boek voor volwassenen, getiteld De wenende aap van Kleef. Daarnaast werd hij door het CPNB gevraagd het kinderboekenweekgeschenk van dat jaar, over het thema dromen, te schrijven. Het boek, Wie je droomt ben je zelf, werd zoals vaker van illustraties voorzien door Hollander, die ook de tekeningen voor De rover Hoepsika - een van Biegels bekendere werken - voor zijn rekening nam. Een jaar later werd het eerder op de radio voorgelezen Virgilius van Tuil gepubliceerd, dat later vertaald zou worden in het Engels en Zuid-Afrikaans. Het zou het enige boek van Biegel worden dat jaar, dat voor hem enigszins hectisch verliep; vanwege bezuinigingen bij uitgeverij Unieboek, waar Van Holkema & Warendorf onder valt, werd hij samen met redactrice Henny Bodenkamp ontslagen. Binnen korte tijd werden beiden echter aangenomen bij een andere imprint van Unieboek, Uitgeverij Van Goor, waar ze tot 1990 één dag in de week samenwerkten.
Ook de verhalen over Virgilius van Tuil bleken zeer succesvol, en binnen vier jaar verschenen er drie vervolgboeken: Virgilius van Tuil op zoek naar een taart (1979), Virgilius van Tuil en de oom uit Zweden (1980) en Virgilius van Tuil overwintert bij de mensen (1982). In 1979 werd tevens de verhalenbundel De toverhoed gepubliceerd, met illustraties van Babs van Wely. Dat Biegel eveneens als scriptschrijver voor hoorspelen succes had werd datzelfde jaar nogmaals aangetoond, toen zijn hoorspel De naam, geregisseerd door Johan Wolder, door de Prix Italia werd gehonoreerd met een eervolle vermelding in de categorie radioprogramma's.

#### Jaren tachtig

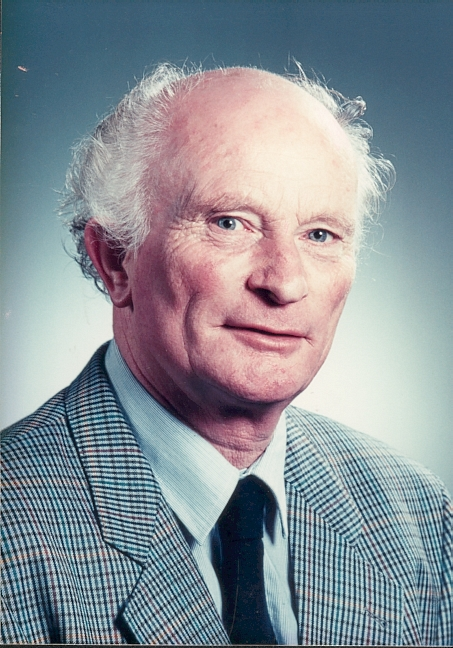
Rolf van Ulzen, die vanaf begin jaren zestig de leiding had over Uitgeverij Holland, werd in 1987 opgevolgd door zijn zoon Ruurt. Biegel was erg gesteld op Van Ulzen, en schreef bij diens overlijden in 1994 een in memoriam.

Zijn talent als scriptschrijver bleef niet onopgemerkt, en in 1981 kreeg Biegel van de afdeling Amstelveen van de Propagandacommissie voor het Boek de opdracht een toneelstuk voor kinderen te schrijven, dat tijdens de Kinderboekenweek van 1982 door het (ondertussen opgeheven) Amstel Toneel zou worden uitgevoerd. Zijn script werd echter afgekeurd. Wel verschenen er in 1981 twee boeken: Jiri en Haas: voorjaar, het eerste deel van een trilogie over Haas. Hoewel de meer beladen onderwerpen in dit drieluik, dat verder bestond uit Haas: zomer (1982) en Haas: najaar (idem), niet door iedereen werden geapprecieerd werd Voorjaar in 1982 onderscheiden met een Zilveren Griffel. Het was zijn derde in minder dan 10 jaar. Naast de twee boeken over Haas verscheen in 1982 ook het vierde en laatste deel over Virgilius, en ging op 9 juni in Den Haag de door Biegel in het kader van het Holland Festival geschreven toneelvoorstelling De tuinen van Dorr in première. De voorstelling, gebaseerd op het gelijknamige boek, werd uitgevoerd door Het Werkteater onder regie van Shireen Strooker en René Groothof. Het daaropvolgende jaar deed Biegel het rustiger aan; er verschenen geen nieuwe werken, afgezien van de wekelijkse serie Japie en de dingen in het tijdschrift Donald Duck, dat in 1984 als boek zou worden uitgegeven bij het Haarlemse Oberon en later zou worden gevolgd door de verhalen Japie en het grote geld (1985) en Japie rekent af (1986). Dat jaar werd hij ook voor de tweede maal gevraagd het kinderboekenweekgeschenk te schrijven, ditmaal samen met dichter, schrijver en zanger Willem Wilmink. Uit de samenwerking kwam het boek Een tijdje later, uitgegeven bij Van Holkema & Warendorf. Ook de twee verhalen De zwarte weduwe en Tante Mathilde en de sterren van de Grote Beer (een vervolg op De brieven van de generaal), die eerder waren geschreven in opdracht van en voorgelezen voor de NCRV, kwamen in 1984 uit.

#### Zes prijzen binnen vijf jaar
Drie jaar later - in 1987 - verscheen De Rode Prinses, een van Biegels bekendste werken, dat werd bekroond met de Zilveren Griffel in de categorie 9 jaar en ouder en op de tweede plaats eindigde bij de verkiezing van de Nederlandse Kinderjury. Fiel van der Veen, die het boek van illustraties had voorzien, werd gehonoreerd met een Zilveren Penseel. Vanaf 7 augustus verscheen wekelijks een aflevering van het feuilleton Juttertje Tim in de Donald Duck. De serie liep tot 16 november 1990, waarna het verhaal in 1991 in boekvorm werd uitgegeven. Eerder al had Biegel in opdracht van zijn uitgever het boek Beer in het verkeer (1989) geschreven, dat verscheen met een aanbeveling van verkeersorganisatie Veilig Verkeer Nederland en evenals Juttertje Tim een eervolle vermelding kreeg van de Nederlandse Kinderjury. Ook het enige tijd later uitgegeven Anderland: een Brandaan mythe, gebaseerd op de mythe van de heilige Brandaan van Clonfert en als een van zijn weinige werken niet specifiek op kinderen gericht, viel in de prijzen; in 1991 werd de Woutertje Pieterse Prijs - de hoogste literaire prijs voor een kinderboek in Nederland - aan Biegel uitgereikt, samen met een geldprijs van 10.000 gulden. De jury, onder andere bestaande uit Pierre Janssen en Jacq Vogelaar, noemde het boek onder meer "een superieur verteld, qua compositie uitgebalanceerd verhaal, dat bovendien wat opzet en thematiek betreft van moed getuigt en over echt belangrijke zaken gaat zonder dat het verhaal met goede bedoelingen wordt belast."
Nog in 1989 kwam het door Biegel geschreven kinderboekenweekgeschenk Het eiland daarginds uit, in het kader van het thema van de Kinderboekenweek "Kijk verder dan je neus lang is - Over uitvindingen en ontdekkingen". Het boek, dat was geschreven in opdracht van het CPNB, was het derde kinderboekenweekgeschenk van Biegel, en het eerste dat gratis werd verspreid. In samenwerking met de PTT, de hoofdsponsor van het evenement, organiseerde Biegel na het uitkomen van het boek de actie Schrijf mij, waarin hij kinderen opriep een brief over een zelfverzonnen ontdekking naar hem te sturen. Op 31 januari 1990 reikte hij persoonlijk de prijs voor de beste brief uit in het Haagse PTT-museum. Een jaar later, vlak na de uitreiking van de Woutertje Pieterse Prijs, werd Biegel genomineerd voor de Publieksprijs voor het Nederlandse Boek (de huidige NS Publieksprijs, die destijds nog een oeuvreprijs was), tezamen met onder meer Dick Bruna, Joke van Leeuwen, Jan Terlouw en Annie M.G. Schmidt. Laatstgenoemde werd de uiteindelijke winnaar.

#### Jaren negentig

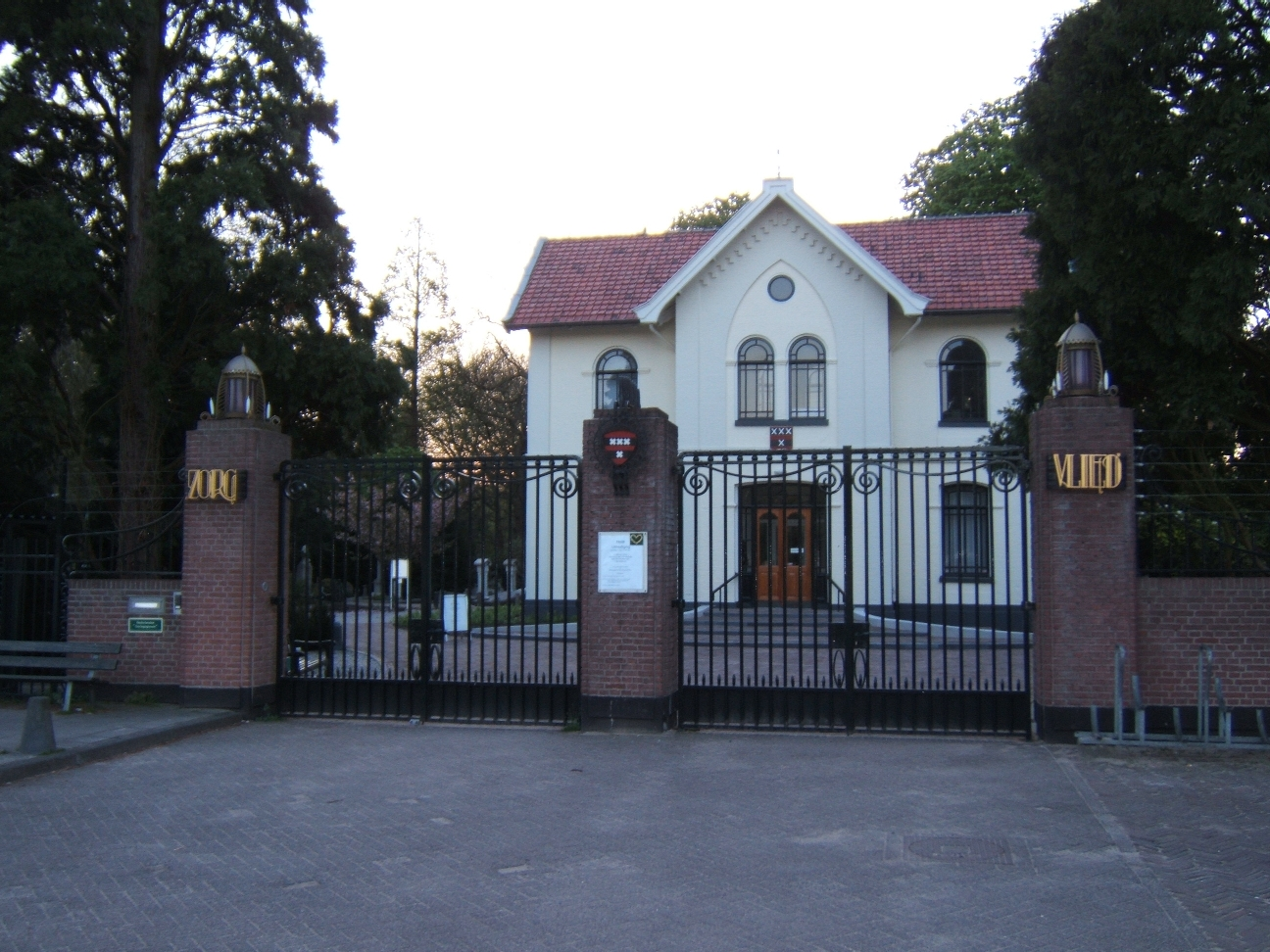
De Amsterdamse begraafplaats Zorgvlied, waar Arthur Biegel werd begraven na zijn overlijden eind 1992. Ook Paul Biegel zelf ligt op Zorgvlied begraven.

Het jaar 1992 begon goed voor Biegel; zijn nieuwe boek Nachtverhaal, met tip-in kleurenillustraties van Lidia Postma, werd positief ontvangen, en Anderland werd door Teater Poëzien herschreven tot een toneelstuk, dat in Amsterdam in première ging. Halverwege het jaar werd Biegels zoon Arthur echter depressief. Biegel probeerde hem te helpen waar nodig en hem verder met rust te laten, in de hoop dat het over zou trekken. Dit bleek niet het geval; op een avond, terwijl hij bij vrienden logeerde, bereikte hem het bericht dat zijn zoon op achtentwintigjarige leeftijd zelfmoord had gepleegd. Biegel gaf later aan vrede te hebben met Arthurs besluit, dat hij dapper vond, en te prefereren boven een leven in een psychiatrische inrichting met medicijnen. Arthur Biegel werd begraven op de Amsterdamse begraafplaats Zorgvlied. Een jaar later ontving Biegel tijdens de Frankfurter Buchmesse uit handen van Hella Haasse een Gouden Griffel voor Nachtverhaal, samen met een geldbedrag van 3000 gulden.
Gedurende de jaren negentig was de schrijver aanmerkelijk minder productief dan in voorgaande decennia. Van 1994 tot 1999 verschenen er slechts vijf oorspronkelijke werken van zijn hand: De soldatenmaker (1994), De karabijn (1995), Het ijzeren tapijt, de poëziebundel De ivoren deur (beiden 1996) en de bundel korte verhalen Laatste verhalen van de eeuw (1999). Wel maakte hij in 1996 in samenwerking met de classicus Patrick Nieuwenhuyse een bewerking van een Engelse vertaling van de Ilias van Homerus getiteld Het beleg van Troje, en twee jaar later bewerkte hij de Aeneis van Vergilius tot het boek De zwerftochten van Aeneas, geïllustreerd door Fiel van der Veen. Daarnaast werden twee werken van Biegel, De Rode Prinses en Nachtverhaal, met behulp van een subsidie van de Europese Commissie voor literaire boeken in het Grieks vertaald. In 1996 werd Biegel genomineerd voor de Hans Christian Andersenprijs, de belangrijkste en meest prestigieuze internationale oeuvreprijs voor jeugdliteratuur. De uiteindelijke winnaar was de Israëliër Uri Orlev, die in 1986 ook reeds de Zilveren Griffel had ontvangen voor Het eiland in de Voorstraat.
Van 14 september 1996 tot en met 12 januari 1997 was in het Letterkundig Museum een overzichtstentoonstelling te zien over het werk en leven van Biegel. Ter ere hiervan werd een schrijversprentenboek over hem uitgegeven, getiteld Paul Biegel: Meesterverteller met een rovershart. De subtitel groeide uit tot de meestgebruikte bijnaam van de schrijver, en vond gretig aftrek bij journalisten die een artikel over hem schreven. Zijn populariteit bleek ook uit het feit dat hij in 1999 tijdens de jaarlijkse lintjesregen werd benoemd tot Ridder in de Orde van de Nederlandse Leeuw. Datzelfde jaar kwam ook de bundel Laatste verhalen van de eeuw uit, die in 2000 werd bekroond met de Woutertje Pieterse Prijs. Het was na Anderland in 1991 de tweede maal dat Biegel deze prijs in ontvangst mocht nemen.

### Laatste jaren en overlijden

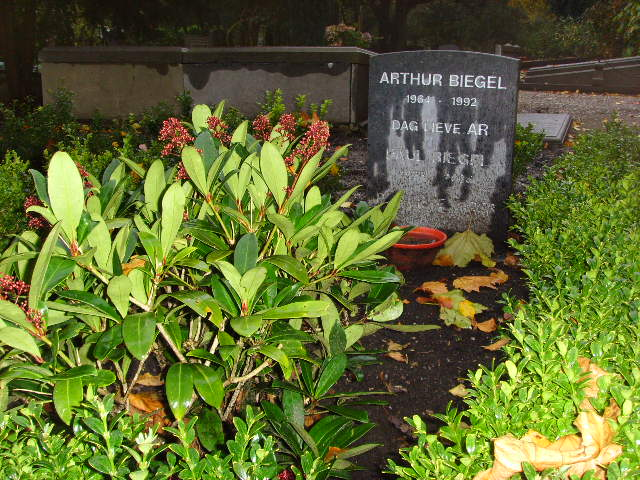
Het graf van Paul Biegel en zijn zoon Arthur op Begraafplaats Zorgvlied

Biegel bleef tot aan het eind van zijn leven actief als schrijver, naar eigen zeggen omdat hij het als iets natuurlijks beschouwde en het "niet kon laten". Na enkele verzamelbundels verscheen in 2003 Man en muis, over een muizenfamilie die door online te winkelen een luxeleven leidt - de schrijver volgde alle ontwikkelingen in de samenleving, en was zeer geïnteresseerd in technologische uitvindingen. Een jaar later werd hij voor de vierde maal gevraagd een geschenk te schrijven voor de Kinderboekenweek, dat bij de vijftigste editie in 2004 als thema "muziek" kende. De opdracht resulteerde in het boekje Swing, dat door de literaire pers overwegend positief werd ontvangen. Tijdens deze jubileumeditie van de Kinderboekenweek werd tevens de Griffel der Griffels uitgereikt voor het beste Nederlandse kinderboek van de laatste vijftig jaar. Zowel Het sleutelkruid als De kleine kapitein stonden op de zes titels tellende shortlist, maar de prijs ging uiteindelijk naar De Brief voor de Koning (1962) van Tonke Dragt. Het jaar daarop verscheen het laatste originele werk van Biegel voor zijn overlijden, getiteld Wegloop. Het boek werd gepubliceerd in samenwerking met het nieuwsblad voor kinderen Kidsweek.
Na sinds 1953 aan de Amsterdamse Keizersgracht te hebben gewoond, bracht Biegel de laatste periode van zijn leven door in het Rosa Spier Huis in Laren, een rusthuis voor kunstenaars en wetenschappers. Medio 2006 kreeg hij te horen een traag groeiende vorm van kanker te hebben, waaraan hij in oktober 2006 op 81-jarige leeftijd overleed. Hij werd begraven op de Amsterdamse begraafplaats Zorgvlied, in hetzelfde graf als zijn zoon. Biegels voormalige echtgenote Marijke Biegel-Sträter overleed begin 2008, en werd naast hen beiden begraven.

#### Reacties op zijn dood
Biegels overlijden werd breed uitgemeten in de media, en veel kranten (onder meer de Volkskrant en het NRC Handelsblad) wijdden een in memoriam aan hem, waarin zijn fantasierijke schrijfstijl en zijn betekenis voor de Nederlandse jeugdliteratuur werden geroemd.
- Dolf Verroen, kinderboekenschrijver: "Hij was een aardig mens, afstandelijk en toch dichtbij. Hij was gelukkig erg gecompliceerd, zodat je nooit met hem uitgepraat raakte. Hij hield van mensen en had behoefte om ze te zien. Paul was levenslustig, zo open, zo vol geheimen, zo liefhebbend en zo alleen op een kamer. Toch betrap ik me er op dat ik het moeilijk vind om hem te beschrijven zoals hij echt was. Misschien zijn daar zijn boeken voor."[17]
- Fiel van der Veen, illustrator die voor meerdere boeken van Biegel tekende: "Hij was bij leven al een klassieke auteur. Het was altijd uitdagend met hem te werken. Hij schreef zo beeldend dat het altijd moeilijk was om nog een gaatje te vinden van iets wat níet in de tekst stond. Het moest altijds iets meer zijn. Een tekening van een koningin op de pagina waar het over een koningin ging, dat vonden we niet interessant."[15]

'Anderland!' riep de held. 'Dat is de naam hè? Anderland! Waar geen kou is en geen kilte, geen mist, geen regen, geen winter, geen honger.'
— Fragment uit Anderland, gebruikt op de overlijdensadvertentie van Biegel namens Uitgeverij Holland.

- Ruurt van Ulzen, directeur van uitgeverij Holland: "Een nieuw boek produceren van Paul Biegel was altijd een feest. Het typoscript kwam hij vaak persoonlijk op kantoor overhandigen met de mededeling: “Volgens mij is het niks, kijk maar wat je ermee doet.” En aansluitend hadden we altijd een vrolijk gesprek waarin met van alles de spot werd gedreven. Vaak heeft hij mij - behept zoals hij het noemde met de erfelijke Van-Ulzen-Somberheid - opgevrolijkt en een hart onder de riem gestoken. En de ingeleverde typoscripten waren altijd “af” en geweldig; juwelen van vertelkunst en evocatieve kracht."[14]
- Bibi Dumon Tak, kinderboekenschrijfster: "[Biegel] behoort tot de topdrie in Nederland. Heel veel mensen zijn met hem opgegroeid. Voor mij heeft [hij] alles wat een schrijver moet hebben. Zijn verhalen zijn mooi en spannend, en hebben diepgang. Ze laten je echt verdwijnen in een wereld waarin je het liefst zou blijven."[15]

#### Na zijn dood
Ook na het overlijden van Biegel bleven zijn boeken onverminderd populair. Halverwege 2007 werd bekendgemaakt dat Uitgeverij Holland in samenwerking met Uitgeverij Lemniscaat in de daaropvolgende jaren onder de titel De Biegel Bibliotheek ongeveer twintig werken van de schrijver opnieuw zou uitgeven, met kleurenillustraties en in gebonden uitvoering. Uiteindelijk werden dit dertien boeken die tussen 2007 en 2013 verschenen. Het eerste boek uit deze collectie dat werd gepubliceerd was De grote kleine kapitein (september 2007), een bundeling van de trilogie over de kleine kapitein. Datzelfde jaar kwamen ook De rover Hoepsika (1977) en De rode prinses (1989) uit. Tot op heden (peildatum januari 2009) zijn acht titels heruitgegeven, waaronder Het sleutelkruid en Juttertje Tim. Buiten deze serie zijn sinds Biegels overlijden twee titels postuum uitgebracht: De Lorrelee (2007), een jeugdroman, en De kleren van Sinterklaas, een prentenboek met illustraties van Sanne te Loo. De manuscripten hiervoor waren wel voltooid, maar werden pas na Biegels dood in zijn nalatenschap aangetroffen.
Tegelijk met de Biegel Bibliotheek werd tevens de groep Vrienden van Paul Biegel opgericht, bestaande uit onder meer schrijvers, boekverkopers en recensenten. Het doel van de groep is het in stand houden en promoten van het werk van Biegel ten behoeve van het nageslacht. Medio 2008 werd daarnaast de officiële website paulbiegel.com op het web geplaatst, een overzichtssite van het werk van de schrijver die onder redactie staat van zijn dochter Leonie.

## Schrijfstijl en thema's
Hoewel Biegel zelf vond dat hij niet altijd specifiek voor kinderen schreef, wordt zijn werk doorgaans tot de jeugdliteratuur gerekend. De meeste van zijn boeken bevatten sprookjesachtige elementen en figuren, zoals sprekende dieren, draken, feeën, dwergen en prinsessen. Ook verhalen die zich aanvankelijk afspelen in de echte wereld zijn daar niet per definitie aan gebonden; vaak belanden de hoofdpersonen uiteindelijk alsnog in een droomwereld, waar ze situaties meemaken die in het dagelijks leven onmogelijk zijn. Voorbeelden hiervan zijn Juttertje Tim (1991) en De soldatenmaker (1994). Waar Biegels boeken voor jongere kinderen vaak wat lichtvoetiger zijn, is de sfeer in zijn werk voor oudere kinderen doorgaans grimmiger. Deze behandelen veelal een vorm van de moralistische strijd tussen goed en kwaad, waarbij het goede steevast aan het einde overwint. Ook ernstige thema's als dood, oorlog, afgunst en angst komen met grote regelmaat in de boeken van Biegel voor.
Een stijl die in verband staat met het sprookjesverhaal en die door Biegel veel werd gebruikt is de raamvertelling, waarbij een verhaal de omlijsting vormt voor een serie van andere verhalen. Onder meer Het sleutelkruid (1964), Japie en de dingen (1984), Nachtverhaal (1992) en op subtielere wijze De tuinen van Dorr (1969) maken gebruik van raamvertellingen. Deze vorm bood hem de ruimte om zijn fantasie in een kleinere ruimte kwijt te kunnen.

### Taalgebruik
Biegels taalgebruik wordt vaak omschreven als geraffineerd en rijk, vol vergelijkingen, metaforen en zelfbedachte woorden. Hij nam kinderen erg serieus, meende dat ze meer konden en wisten dan menig volwassene dacht, en schuwde daarom ook moeilijkere woorden en thema's niet. Bij de bewerkingen van klassieke verhalen, zoals Reinaart de vos en De zwerftochten van Aeneas, heeft hij zich veel creatieve vrijheden veroorloofd wat de brontekst betreft, ten gunste van een goed lopend verhaal, dat ook voor kinderen aantrekkelijk was om te lezen.

### Invloeden van andere schrijvers

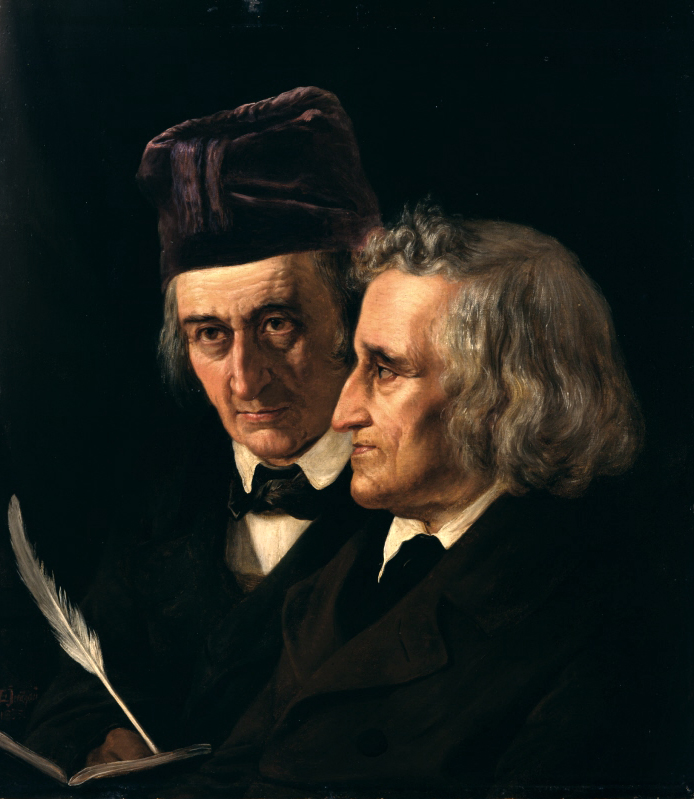
Biegel was zelf idolaat van onder meer de sprookjes van de Gebroeders Grimm.

Al vanaf jonge leeftijd was Biegel - die weinig op had met de wereld van grote mensen om hem heen - geïnteresseerd in verhalen die zich in een fantasiewereld afspeelden, zoals de sprookjes van de Gebroeders Grimm (waar hij later tweemaal een bewerking van uitbracht) en Hans Christiaan Andersen, en avontuurlijke verhalen, zoals Paddeltje, De scheepsjongens van Bontekoe en de boeken van Jules Verne. Op latere leeftijd las hij ook werken van de Engelse auteur J.R.R. Tolkien, bekend van de In de Ban van de Ring-trilogie. Vooral elementen en thema's van Grimm en Andersen zijn nadrukkelijk terug te vinden in zijn werk. In een interview met Het Parool in 1993 sprak de schrijver als volgt over zijn inspiratiebronnen:

Als je bij jezelf nagaat hoeveel invloed de boeken die je als kind hebt gelezen, op je hebben gehad: De Artapapa's, Paddeltje, de sprookjes van Grimm en Andersen... Als je volwassen bent, zit dat allemaal nog in je kop en soms begrijp je opeens de betekenis van iets dat je toen hebt gelezen. Op kinderen kan je veel meer invloed hebben, kinderen zijn nog nat: als je daar met je vinger op komt, dan blijft de afdruk staan.
— Paul Biegel in Het Parool

Tijdens zijn werk in de Toonder Studio's werd de schrijver sterk beïnvloed door Marten Toonder, die zeer hoge eisen stelde aan het werk van zijn medewerkers. Hoewel Biegel door zijn werk als redacteur al enige ervaring had met schrijftechnieken, meende hij zelf bij Toonder het vak te hebben geleerd, onder meer wat verhaalritme en spanning betreft. Verder las hij graag aan zijn kinderen voor uit (naast zijn eigen manuscripten) werk van Jaap ter Haar, Jan Terlouw, Annie M.G. Schmidt en Kees Leibbrandt.

## Invloed van zijn werk

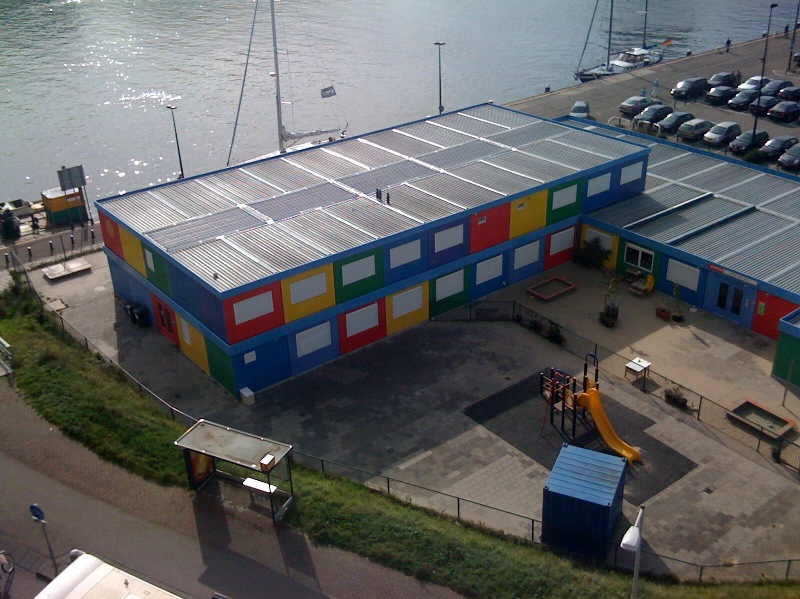
De kleine kapitein is verworden tot een veelgebruikte naam voor allerlei aan kinderen gerelateerde zaken en instellingen. Hier de basisschool De Kleine Kapitein in Amsterdam.

De invloed van Biegels werk op de Nederlandse jeugdliteratuur en -cultuur is moeilijk objectief meetbaar. Getuige het grote aantal aan kinderen gerelateerde zaken en instellingen die vernoemd zijn naar zijn boeken kan echter wel gesteld worden dat zijn oeuvre voor velen nog zeer tot de verbeelding spreekt. Zo dragen meerdere basisscholen en een Rotterdamse kinderboekhandel de naam van zijn trilogie De kleine kapitein, is er onder andere een buitenschoolse opvang vernoemd naar het boek De rover Hoepsika en bestaat er een theatergezelschap met de naam De rode prinses.

### Bewerkingen van zijn boeken
Veel van Biegels boeken zijn later bewerkt tot toneelstuk of concert. Onder meer De kleine kapitein (Van Engelenburg Theater), De tuinen van Dorr en Het sleutelkruid (beiden Het Werkteater) zijn ook als theatervoorstelling uitgekomen. Laatstgenoemd boek is ook als concert voor jongere kinderen verschenen. Vice versa werd zijn script voor de televisieserie De vloek van Woestewolf na de uitzendingen herschreven en als boek uitgegeven bij Holland, en schreef hij tevens meerdere scripts voor toneelgezelschappen.
In 2003 maakte filmproducent Burny Bos bekend het boek De kleine kapitein, dat eerder was bewerkt tot televisieserie en stripalbum, te willen verfilmen. Bos, die ook Minoes, Abeltje en Ja zuster, nee zuster van Annie M.G. Schmidt tot film verwerkte, gaf aan te werken aan een Engelstalige film over de kapitein, Warner bereid te hebben gevonden deze binnen Europa te distribueren, en aan Ben Sombogaart te hebben gevraagd de regie op zich te nemen. Sindsdien is echter over de voortgang van de productie niets meer vernomen.

## Persoonlijk leven

### Religie

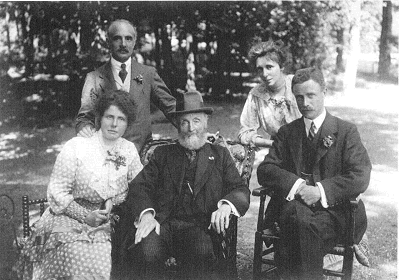
Biegels moeder Madeleine, hier rechts achter haar echtgenoot Hermann, was streng gelovig.

De schrijver was afkomstig uit een gelovige familie, en is ook zeer christelijk opgevoed. Zijn moeder was streng katholiek en had twee zussen en een broer die Dominicaan waren. Zij hoopte dat al haar kinderen non of pater werden, maar uiteindelijk kozen slechts twee zussen van Biegel voor een leven in de kerk. Hijzelf had als kind weinig op met de strenge kerk en speelde liever buiten, maar werd opgevoed met het idee dat God alles zag en elke misstap bestrafte, een overtuiging die hem veel angst inboezemde en die ervoor zorgde dat hij tot aan zijn huwelijk zeer devoot was. Pas als volwassen man begon hij te twijfelen en uiteindelijk kwam de schrijver tot de conclusie dat er geen God bestaat zoals deze in het christendom is beschreven, waardoor er naar eigen zeggen een loden last van hem af viel. Sindsdien zag hij zichzelf als een klein deeltje van een enorm groot geheel waar geen vat op te krijgen is en dat men ook niet moet proberen te begrijpen, iets wat hij beschreef als "het ware geloof". Wel gaf hij later aan diep van binnen nog steeds een bepaalde angst te koesteren voor de God waarmee hij was opgegroeid, maar zich desondanks te beschouwen als ongelovig.

### Homoseksualiteit
Biegel wist al op vrij jonge leeftijd dat hij homoseksueel was, maar vanwege zijn strenge katholieke opvoeding heeft hij gedurende zijn hele leven moeite gehad het te accepteren. Hij hield het lange tijd voor zijn omgeving verborgen, probeerde van zijn seksuele voorkeur af te raken en liep daarvoor bij een psychiater. De schrijver beschouwde het als zondig, en noemde het in een interview met Trouw, een jaar voor zijn overlijden, "een rare afwijking" en "vooral lichamelijk zo mal". In datzelfde interview gaf hij aan dat als hij zijn leven opnieuw had mogen leven, voor een "normale seksbegeerte" zou willen kiezen, omdat hij zich door zijn homoseksualiteit lange tijd zeer ongelukkig had gevoeld. Pas aan het eind van zijn leven kwam er berusting en begon hij te aanvaarden dat hij homoseksueel was.

### Eigen werk
Van 1962 tot enkele jaren na Biegels dood in 2006 is er werk van zijn hand verschenen. In totaal heeft hij meer dan 60 boeken geschreven.
- 1962 - De gouden gitaar
- 1962 - Het grote boek
- 1964 - Het sleutelkruid
- 1964 - Het lapjesbeest
- 1964 - De kukelhaan (poëzie)
- 1966 - Kinderverhalen (korte verhalen)
- 1967 - Ik wou dat ik anders was
- 1969 - De tuinen van Dorr
- 1970 - Sebastiaan Slorp
- 1970 - De zeven fabels uit Ubim
- 1971 - De kleine kapitein
- 1971 - De twaalf rovers
- 1973 - De kleine kapitein in het land van Waan en Wijs
- 1973 - Het olifantenfeest (korte verhalen)
- 1974 - Het stenen beeld
- 1974 - Twaalf sloeg de klok
- 1974 - De vloek van Woestewolf
- 1975 - De kleine kapitein en de schat van Schrik en Vreze
- 1975 - De zeven veren van de papegaai
- 1976 - Het spiegelkasteel
- 1976 - De dwergjes van Tuil
- 1977 - De brieven van de generaal
- 1977 - De wenende aap van Kleef (voor volwassenen)
- 1977 - De rover Hoepsika
- 1977 - Wie je droomt ben je zelf (kinderboekenweekgeschenk)
- 1978 - Virgilius van Tuil
- 1979 - Virgilius van Tuil op zoek naar een taart
- 1979 - De toverhoed (korte verhalen)
- 1980 - Virgilius van Tuil en de oom uit Zweden
- 1981 - Jiri
- 1981 - Haas: voorjaar (voor volwassenen)
- 1982 - Haas: zomer (voor volwassenen)
- 1982 - Haas: najaar (voor volwassenen)
- 1982 - Virgilius van Tuil overwintert bij de mensen
- 1984 - Tante Mathilde en de sterren van de grote Beer
- 1984 - Japie en de dingen
- 1984 - De zwarte weduwe
- 1984 - Een tijdje later (kinderboekenweekgeschenk[31])
- 1985 - Van de oude dame en de muis (voor volwassenen)
- 1985 - Japie en het grote geld
- 1986 - Japie rekent af
- 1986 - Het wolkenschip (korte verhalen)
- 1987 - De rode prinses
- 1988 - Beer in het verkeer
- 1989 - Anderland: een Brandaan mythe (voor volwassenen)
- 1989 - Het eiland daarginds (kinderboekenweekgeschenk)
- 1991 - Juttertje Tim
- 1992 - Nachtverhaal
- 1994 - De soldatenmaker
- 1995 - De karabijn
- 1996 - Het ijzeren tapijt
- 1996 - De ivoren deur (poëzie)
- 1999 - Laatste verhalen van de eeuw (korte verhalen)
- 2000 - Virgilius van Tuil omnibus (verzamelbundel)
- 2001 - Haas (verzamelbundel)
- 2002 - Één been, stokkebeen (poëzie)
- 2002 - Japie en het zwarte spook (verzamelbundel)
- 2003 - Man en Muis
- 2004 - De roep van de Kinkhoorn
- 2004 - Swing (kinderboekenweekgeschenk)
- 2005 - Wegloop
- 2007 - De grote kleine kapitein (verzamelbundel, postuum)
- 2007 - De Lorrelee (postuum)
- 2008 - De kleren van Sinterklaas (prentenboek, postuum)
- 2021 - Pak 'm bij zijn staart! (prentenboek voorleesversjes, postuum)
- 2021 - Groot Biegel Sprookjesboek (verzamelbundel, postuum)

### Bewerkingen
Naast eigen boeken schreef Biegel ook bewerkingen van klassieke volksverhalen en mythes uit onder meer de klassieke oudheid en de middeleeuwen, waarbij hij het doorgaans archaïsche taalgebruik aanpaste om het werk leesbaarder te maken voor de moderne jeugd. In totaal verschenen er 9 bewerkingen van zijn hand, waarvan enkele in samenwerking met anderen.
- 1966 - Sprookjes van Grimm (met Clare Lennart en Marceline Bodaert)
- 1968 - De rattenvanger van Hamelen
- 1969 - Sprookjesmolen (met Marijke Biegel-Sträter)
- 1970 - Sagen van Grimm (met Marijke Biegel-Sträter)
- 1971 - Een toren naar de maan
- 1972 - Reinaart de Vos
- 1975 - De fabels van Aesopus
- 1995 - Het beleg van Troje
- 1998 - De zwerftochten van Aeneas

### Vertaald werk
Biegel was tevens actief als vertaler van werk van buitenlandse auteurs, voornamelijk Engelstaligen. Hij vertaalde echter ook Franse en Duitse boeken. In totaal zijn er 35 vertalingen van zijn hand verschenen.
- 1970 - De wondervisjes (Irmgard Lucht)
(Oorspr. Alle meine Blätter)
- 1970 - De Bruikleners (Mary Norton)
(Oorspr. The Borrowers)
- 1971 - De Bruikleners op de vlucht (Mary Norton)
(Oorspr. The Borrowers afield)
- 1972 - Drommels wat een rommel (Michael Foreman)
(Oorspr. Dinosaurs and all that rubbish)
- 1972 - De Bruikleners op drift (Mary Norton)
(Oorspr. The Borrowers afloat)
- 1973 - De Bruikleners in de wolken (Mary Norton)
(Oorspr. The Borrowers aloft)
- 1974 - De vrede van de veelvraat (Michael Foreman)
(Oorspr. War and Peas)
- 1974 - Vlinder voor Marianne (Virginia Lee)
(Oorspr. The magic moth)
- 1977 - Jaargetijden (John Burningham)
(Oorspr. Seasons)
- 1977 - De pobbel wiens tenen zijn verdwenen (Edward Lear)
(Oorspr. The Pobbel who has no toes)
- 1978 - Wat zou je liever… (John Burningham)
(Oorspr. Would you rather…)
- 1978 - Toeterbeer of trommelbeer (Michael Foreman)
(Oorspr. Panda's puzzle and his voyage of discovery)
- 1978 - Zwart op wit - (David McKee)
(Oorspr. Tusk tusk)
- 1979 - De toverappel (Rayner Sussex)
(Oorspr. The magic apple)
- 1980 - De boodschappenmand (John Burningham)
(Oorspr. The Shopping Basket)
- 1981 - Lekkerbek (Sigrid Bauer)
(Oorspr. My cat Kipper)
- 1981 - Waar kom je vandaan? Waar ga je naartoe? (P. Dumas)
(Oorspr. Ce changement-lá)
- 1982 - De miljonair en de tovermuis (Robert McCrum)
(Oorspr. The magic mouse and the millionaire)
- 1984 - De verschrikkelijke blikjesgeneraal (Raymond Briggs)
(Oorspr. The Tin-Pot Foreign General)
- 1984 - Nico en het Pretbeest (Hiawyn Oram)
(Oorspr. Ned and the Joybaloo)
- 1984 - Ik kom je opeten! (Tony Ross)
(Oorspr. I'm coming to get you)
- 1985 - De verschrikkelijke vrijdag (Tony Ross)
(Oorspr. Terrible Tuesday)
- 1986 - De Bruikleners trekken aan het langste eind (Mary Norton)
(Oorspr. The Borrowers avenged)
- 1986 - Susan en de kwelgeest (Tony Ross)
(Oorspr. Jenna and the Troublemaker)
- 1987 - Waar is Willie? (Martin Handford)
(Oorspr. Where's Wally)
- 1988 - Harry, waar zit je? (Hiawyn Oram)
(Oorspr. Anyone seen Harry lately?)
- 1989 - Bimbo en zijn vogel (Martin Auer)
(Oorspr. Bimbo und sein Vogel)
- 1993 - Sophie en haar vriendinnetje (Kaye Umansky)
(Oorspr. Sophie and Abigail)
- 1993 - Sophie en het schoolfeest (Kaye Umansky)
(Oorspr. Sophie and the wonderful picture)
- 1993 - Maar als nou toch... (Peter Utton)
(Oorspr. What if...)
- 1994 - Hennetje Rood en Slimmetje Vos (Vivian French)
(Oorspr. The Little Red Hen and the Sly Fox)
- 1994 - Kuikentje Piep (Sally Hobson)
(Oorspr. Chicken Little)
- 1994 - Sophie en de tekening voor mama (Kaye Umansky)
(Oorspr. Sophie and the Mother's Day Card)
- 1994 - Sophie vindt haar broertje terug (Kaye Umansky)
(Oorspr. Sophie in Charge)
- 2001 - Een ladder naar de sterren (Simon Puttock)
(Oorspr. Ladder to the Stars)

### Hoorspelen
- 1970 - Sebastiaan Slorp
- 1978 - De naam
- 1979 - Ridder en jonkvrouw
- 1980 - De reparatie
- 1981 - Babylon
- 19?? - Het houten paard
- 19?? - Gemaskerd bal
- 19?? - Van de visser en zijn vrouw
- 19?? - Stilstaan
- 19?? - De geschiedenis van een zoekgeraakt jongetje[32]

### Vertaalde werken van Biegel
Ook in het buitenland genieten de boeken van Paul Biegel enige mate van populariteit. Het grootste deel van de vertaalde werken is alleen in het Engels en/of Duits verschenen, maar er bestaan ook vertalingen in het Faeröers, het Japans en het Welsh. In totaal zijn 28 boeken van Biegel in een of meerdere talen vertaald.
- Het sleutelkruid: Duits (1967), Deens (1967), Engels (1969), Zuid-Afrikaans (1977), Faeröers (1984), Spaans (1988), Engels (2007)
- Ik wou dat ik anders was: Duits (1969), Engels (1971), Frans (1977), Zuid-Afrikaans (1984)
- De tuinen van Dorr: Duits (1973), Engels (1975), Japans (2005), Spaans (2016)
- De kleine kapitein: Engels (1971), Duits (1971), Zweeds (1971), Deens (1971), Welsh (1974), Frans (1976), Zuid-Afrikaans (1977), Japans (1980), Spaans (1981), Turks (roofdruk, 1984)
- De twaalf rovers: Duits (1973), Engels (1977), Spaans (1984), Deens (1991), Grieks (1999), Turks (2003)
- De kleine kapitein in het land van Waan en Wijs: Engels (1973), Duits (1973), Frans (1976), Zuid-Afrikaans (1978), Japans (1980), Spaans (1995)
- Het olifantenfeest: Engels (1977), Frans (1980), Japans (1980), Welsh (1989)
- De vloek van Woestewolf: Engels (1981), Frans (1981), Spaans (1985)
- Het stenen beeld: Engels (1977)
- Twaalf sloeg de klok: Engels (1979)
- De kleine kapitein en de schat van Schrik en Vreze: Duits (1976), Frans (1977), Zuid-Afrikaans (1979), Engels (1980)
- Het spiegelkasteel: Engels (1978)
- De dwergjes van Tuil: Engels (1983), Zuid-Afrikaans (1983)
- De rover Hoepsika: Engels (1978), Frans (1980), Zuid-Afrikaans (1984), Spaans (1986), Grieks (1998)
- De brieven van de generaal: Engels (1979)
- Virgilius van Tuil: Engels (1980), Zuid-Afrikaans (1984)
- Virgilius van Tuil op zoek naar een taart: Engels (1981), Duits (1985), Spaans (1990)
- De toverhoed: Engels (1980)
- Jiri: Engels (1982), Spaans (1984)
- Haas, voorjaar: Duits (1984)
- Virgilius van Tuil overwintert bij de mensen: Engels (1984)
- De zwarte weduwe: Duits (1986), Frans (1990), Russisch (1996)
- Van de oude dame en de muis: Duits (1985)
- De rode prinses: Duits (1988), Deens (1989), Frans (1990), Zuid-Afrikaans (1990), Grieks (1995), Japans (1998), Spaans (1999)
- Juttertje Tim: Deens (1994)
- Nachtverhaal: Grieks (1996), Duits (1997), Deens (1997), Japans (1998)
- De soldatenmaker: Duits (1997), Spaans (1999)
- De ivoren deur: Spaans (1997), Engels (1998)

## Bestseller 60
| Boeken met noteringen in de Nederlandse Bestseller 60 | Jaar van verschijnen | Datum van binnenkomst | Hoogste positie | Aantal weken | Opmerkingen                                  |
| ----------------------------------------------------- | -------------------- | --------------------- | --------------- | ------------ | -------------------------------------------- |
| Laatste verhalen van de eeuw                          | 2007                 | 31-01-2007            | 28              | 1            | in de serie Schatkist van de jeugdliteratuur |
| Groot Biegel sprookjesboek                            | 2021                 | 28-04-2021            | 2               | 6            |                                              |
| De leren van Sinterklaas                              | 2022                 | 23-11-2022            | 59              | 1            |                                              |

## Palmares

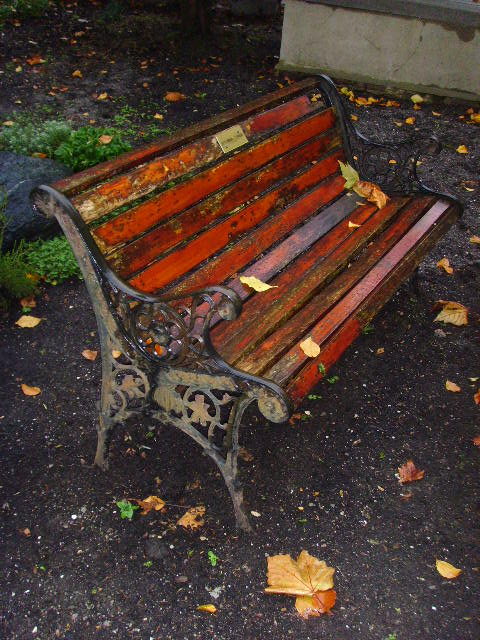
Het "Biegelbankje" naast het graf van Paul, Arthur en Marijke Biegel op begraafplaats Zorgvlied.

Paul Biegel werd meerdere keren bekroond voor zijn werk. Zo ontving hij twee Gouden en vier Zilveren Griffels, en kreeg hij al in 1973 de Staatsprijs voor kinder- en jeugdliteratuur voor zijn gehele oeuvre. Tevens werd hij in 1999 uitgeroepen tot Ridder in de Orde van de Nederlandse Leeuw. Biegel zou weliswaar elke keer verguld zijn geweest met zijn prijs, maar desondanks bewaarde hij zijn oorkondes opgerold onder een bank. Een chronologisch overzicht van zijn prijzen staat hieronder.
- Kinderboek van het jaar voor Het sleutelkruid (1965)
- Prijs van de Amsterdamse Kinderjury voor De tuinen van Dorr (1970)
- Gouden Griffel voor De kleine kapitein (1972)
- Zilveren Griffel voor De twaalf rovers (1973)
- Nienke van Hichtumprijs voor De twaalf rovers (1973)
- Nederlandse Staatsprijs voor Kinder- en Jeugdliteratuur (1973)
- Zilveren Griffel voor Het olifantenfeest (1974)
- Eervolle vermelding van de Prix Italia voor luisterspel De Naam (1979)
- Zilveren Griffel voor Haas (1982)
- Zilveren Griffel voor De Rode Prinses (1988)
- Tweede plaats Nederlandse Kinderjury (10-12 jaar) voor De rode prinses (1988)
- Eervolle vermelding Nederlandse Kinderjury (6-9 jaar) voor Beer in het verkeer (1988)
- Woutertje Pieterse Prijs voor Anderland: een Brandaan mythe (1991)
- Eervolle vermelding Nederlandse Kinderjury (6-9 jaar) voor Juttertje Tim (1991)
- Gouden Griffel voor Nachtverhaal (1993)
- Nominatie voor de Hans Christian Andersenprijs (1996)
- Woutertje Pieterse Prijs voor Laatste verhalen van de eeuw (2000)
- Nominatie Griffel der Griffels voor Het sleutelkruid en De kleine kapitein (2004)